# Irene Siragusa
Irene Siragusa (Poggibonsi, 23 de junio de 1993) es una velocista italiana especializada en carreras de 60, 100 y 200 metros y relevos 4 x 100 metros.

## Carrera
Asistió al Instituto Superior San Giovanni Bosco en Colle di Val d'Elsa, donde ha vivido mucho tiempo, y estuvo matriculada en la Universidad para Extranjeros de Siena. Fue descubierto en eventos de la escuela primaria y comenzó a practicar atletismo, en paralelo a la actividad del patinaje artístico sobre ruedas, en el polideportivo Olimpia Colle, por el que compitió de 2006 a 2008, entrenada por Gianni Siragusa. Desde marzo de 2009 es entrenada por Vanna Radi.
Es un deportista de interés nacional de la Federación Italiana de Atletismo, formando parte del Proyecto Nacional de Talento (sector de velocidad) y ha participado repetidamente en los Encuentros Nacionales de Jóvenes en el plano deportivo de velocistas.
En 2007 comenzó a obtener sus primeras medallas a nivel nacional en los campeonatos cadetes italianos, ganando el título juvenil italiano en 80 metros lisos. En 2008 ganó el título de cadetes italiano en el relevo de 4 x 100 metros y terminó cuarto en los 80 m. en los campeonatos de cadetes italianos.
En 2009 abandonó definitivamente el patinaje para dedicarse por completo al atletismo. Acabó octava en la competición de 60 metros en pista cubierta en la prueba de Ancona, y terminó sexta en los 100 metros en Grosseto en los campeonatos de estudiantes italianos.
En 2011, en el Campeonato Europeo de Atletismo Sub-20 de Tallin (Estonia), Siragusa compitió en los 200 metros, quedando novena en la final (con un tiempo de 24,01 segundos) y subiendo al podio con una medalla de plata en los relevos 4 x 100 metros, con 44,52 segundos. Al año siguiente, en el Campeonato Mundial Júnior de Atletismo de Barcelona, no superó la semifinal en los 200 metros, pese a tener un tiempo de 23,75 segundos, y acabó noveno junto a sus compañeras en los relevos 4 x 100 metros con una marca de 45,15 segundos. En 2013, en el Campeonato Europeo de Atletismo Sub-23 celebrado en Finlandia, subió al podio con una medalla de bronce en los relevos 4 x 100, pasando en 2014 en el Campeonato Europeo de Atletismo de Zúrich a quedarse a las puertas del mismo, acabando cuartas con 43,26 segundos.
En 2015, el equipo de Siragusa no pudo finalizar la carrera en los Relevos Mundiales que se celebraron en la ciudad de Nasáu, en las Bahamas. En verano de ese año, se alistó en el Ejército Italiano, pasando, dado su carrera deportiva, a formar parte del propio equipo deportivo militar, el Centro Sportivo Esercito. Posteriormente participó en el Campeonato Europeo de Atletismo Sub-23 en sus tres especialidades, consiguiendo la medalla de plata en los relevos, y quedando duodécima en el Campeonato Mundial de Atletismo de Pekín en la misma especialidad.
En 2016, en el Campeonato Europeo de Atletismo de Ámsterdam quedó en el puesto vigésimo segundo a la par en los 100 y 200 metros, mejorando con el conjunto femenino en los relevos hasta el octavo puesto. En 2017, en el Campeonato Europeo de Atletismo por Equipos que se celebró en la ciudad francesa de Lille volvía a retomar las mejores cifras en los 200 metros, con una medalla de bronce y un tiempo de 43,38 segundos. Viajó hasta Taipéi, donde tuvieron lugar la Universiada, de la que se marchó con dos metales: plata en 100 metros (tiempo de 11,31 segundos) y oro en 200 metros (con 22,96 segundos).
Para 2018, en los Juegos Mediterráneos de Tarragona se quedaba a las puertas del podio en los 100 metros, y conseguía la tercera plaza en los relevos 4 x 100 metros. Se quedó muy alejada en la clasificación en los Campeonato Europeo de Atletismo en las modalidades de 100 y 200 metros, aunque mejoró en la fase de relevos. 2019 fue un año de mejora de resultados, si bien alejada de los metales. En los Relevos Mundiales de Yokohama quedó en quinto puesto, mientras que en el Campeonato Mundial de Atletismo de Catar acabaron en el séptimo lugar. En el mes de octubre viajó a China para participar en los Juegos Mundiales Militares de Wuhan, acabando en sendas sextas plazas en los 200 metros y en relevos 4 x 100.

## Resultados

### Por temporada
| Representando a Italia | Representando a Italia                            | Representando a Italia | Representando a Italia | Representando a Italia | Representando a Italia |
| ---------------------- | ------------------------------------------------- | ---------------------- | ---------------------- | ---------------------- | ---------------------- |
| Año                    | Competición                                       | Lugar                  | Puesto                 | Modalidad              | Marca                  |
| 2011                   | Campeonato Europeo de Atletismo Sub-20            | Tallin                 | 9.ª                    | 200 metros             | 24,01 s.               |
| 2011                   | Campeonato Europeo de Atletismo Sub-20            | Tallin                 | 2.ª                    | Relevos 4 x 100 metros | 44,52 s.               |
| 2012                   | Campeonato Mundial Júnior de Atletismo            | Barcelona              | 10.ª (SF)              | 200 metros             | 23,75 s.               |
| 2012                   | Campeonato Mundial Júnior de Atletismo            | Barcelona              | 9.ª                    | Relevos 4 x 100 metros | 45,15 s.               |
| 2013                   | Campeonato Europeo de Atletismo Sub-23            | Tampere                | 7.ª                    | 100 metros             | 11,78 s.               |
| 2013                   | Campeonato Europeo de Atletismo Sub-23            | Tampere                | 14.ª (SF)              | 200 metros             | 24,08 s.               |
| 2013                   | Campeonato Europeo de Atletismo Sub-23            | Tampere                | 3.ª                    | Relevos 4 x 100 metros | 43,86 s.               |
| 2014                   | Campeonato Europeo de Atletismo                   | Zúrich                 | 20.ª (SF)              | 100 metros             | 11,53 s.               |
| 2014                   | Campeonato Europeo de Atletismo                   | Zúrich                 | 20.ª (SF)              | 200 metros             | 23,50 s.               |
| 2014                   | Campeonato Europeo de Atletismo                   | Zúrich                 | 4.ª                    | Relevos 4 x 100 metros | 43,26 s.               |
| 2015                   | Relevos Mundiales                                 | Nasáu                  | -                      | Relevos 4 x 100 metros | DNF                    |
| 2015                   | Campeonato Europeo de Atletismo Sub-23            | Tallin                 | 6.ª                    | 100 metros             | 11,75 s.               |
| 2015                   | Campeonato Europeo de Atletismo Sub-23            | Tallin                 | 16.ª (q)               | 200 metros             | 24,06 s.               |
| 2015                   | Campeonato Europeo de Atletismo Sub-23            | Tallin                 | 2.ª                    | Relevos 4 x 100 metros | 44,06 s.               |
| 2015                   | Campeonato Mundial de Atletismo                   | Pekín                  | 12.ª (q)               | Relevos 4 x 100 metros | 43,22 s.               |
| 2016                   | Campeonato Europeo de Atletismo                   | Ámsterdam              | 22.ª (q)               | 100 metros             | 11,78 s.               |
| 2016                   | Campeonato Europeo de Atletismo                   | Ámsterdam              | 22.ª (q)               | 200 metros             | 23,87 s.               |
| 2016                   | Campeonato Europeo de Atletismo                   | Ámsterdam              | 8.ª                    | Relevos 4 x 100 metros | 43,57 s.               |
| 2017                   | Campeonato Europeo de Atletismo por Equipos       | Lille                  | 11.ª                   | 200 metros             | 23,99 s.               |
| 2017                   | Campeonato Europeo de Atletismo por Equipos       | Lille                  | 3.ª                    | 200 metros             | 43,38 s.               |
| 2017                   | Campeonato Mundial de Atletismo                   | Londres                | 34.ª (q)               | 200 metros             | 23,73 s.               |
| 2017                   | Universiada                                       | Taipéi                 | 2.ª                    | 100 metros             | 11,31 s.               |
| 2017                   | Universiada                                       | Taipéi                 | 1.ª                    | 200 metros             | 22,96 s.               |
| 2018                   | Juegos Mediterráneos                              | Tarragona              | 4.ª                    | 200 metros             | 23,11 s.               |
| 2018                   | Juegos Mediterráneos                              | Tarragona              | 3.ª                    | Relevos 4 x 100 metros | 43,63 s.               |
| 2018                   | Campeonato Europeo de Atletismo                   | Berlín                 | 23.ª (SF)              | 100 metros             | 11,60 s.               |
| 2018                   | Campeonato Europeo de Atletismo                   | Berlín                 | 15.ª (SF)              | 200 metros             | 23,30 s.               |
| 2018                   | Campeonato Europeo de Atletismo                   | Berlín                 | 7.ª                    | Relevos 4 x 100 metros | 43,42 s.               |
| 2019                   | Relevos Mundiales                                 | Yokohama               | 5.ª                    | Relevos 4 x 100 metros | 44,29 s.               |
| 2019                   | Campeonato Mundial de Atletismo                   | Doha                   | 7.ª                    | Relevos 4 x 100 metros | 42,98 s.               |
| 2019                   | Juegos Mundiales Militares                        | Wuhan                  | 6.ª                    | 200 metros             | 23,76 s.               |
| 2019                   | Juegos Mundiales Militares                        | Wuhan                  | 6.ª                    | Relevos 4 x 100 metros | 44,95 s.               |
| 2021                   | Relevos Mundiales                                 | Chorzów                | 1.ª                    | Relevos 4 x 100 metros | 43,79 s.               |
| 2021                   | Campeonato Europeo de Atletismo en Pista Cubierta | Toruń                  | 60 metros              | 6.ª (H3)               | 7,37 s.                |
| 2021                   | Campeonato Europeo de Atletismo por Equipos       | Chorzów                | 5.ª                    | Relevos 4 x 100 metros | 46,51 s.               |
| 2022                   | Campeonato Europeo de Atletismo                   | Múnich                 | 8.ª (SF3)              | 100 metros             | 11,56 s.               |
| 2022                   | Campeonato Europeo de Atletismo                   | Múnich                 | 5.ª (SF3)              | 200 metros             | 23,46 s.               |

### Mejores marcas
| Disciplina            | Marca    | Lugar    | Fecha                |
| --------------------- | -------- | -------- | -------------------- |
| 60 m (pista cubierta) | 7,30 s.  | Ancona   | 25 de enero de 2020  |
| 100 m                 | 11,21 s. | Orvieto  | 17 de junio de 2018  |
| 200 m                 | 22,96 s. | Taipéi   | 26 de agosto de 2017 |
| 400 m                 | 59,39 s. | Quarrata | 20 de junio de 2012  |
| Relevos 4 x 100 m     | 42,90 s. | Doha     | 4 de octubre de 2019 |